# Alpheus spongiarum
Alpheus spongiarum är en kräftdjursart som beskrevs av H. Coutière 1897. Alpheus spongiarum ingår i släktet Alpheus och familjen Alpheidae. Inga underarter finns listade i Catalogue of Life.